# Decoriana
Decoriana (łac. Diocesis Decorianensis) – stolica historycznej diecezji we Cesarstwie rzymskim w prowincji Byzacena, współcześnie w Tunezji. Obecnie katolickie biskupstwo tytularne.

## Biskupi
| Lp. | Biskup                           | Funkcja                                          | Od                   | Do                   |
| --- | -------------------------------- | ------------------------------------------------ | -------------------- | -------------------- |
| 1   | Felipe Benito Condurú Pacheco    | emerytowany biskup Parnaíba (Brazylia)           | 17 stycznia 1959     | 1 października 1972  |
| 2   | Julius Gábriš                    | administrator apostolski Trnawy (Czechosłowacja) | 19 lutego 1973       | 13 listopada 1987    |
| 3   | Max Takuira Mariu                | biskup pomocniczy Hamilton (Nowa Zelandia)       | 30 stycznia 1988     | 12 grudnia 2005      |
| 4   | Jan Niemiec                      | biskup pomocniczy kamieniecki (Ukraina)          | 21 października 2006 | 27 października 2020 |
| 5   | Guillermo Antonio Cornejo Monzón | biskup pomocniczy Limy (Peru)                    | 10 lutego 2021       |                      |